# Pelargonium desertorum
Pelargonium desertorum är en näveväxtart som beskrevs av P. Vorster. Pelargonium desertorum ingår i släktet pelargoner, och familjen näveväxter. Inga underarter finns listade i Catalogue of Life.